# Alfonso Ribeiro
Alfonso Lincoln Ribeiro (Nueva York, 21 de septiembre de 1971) es un actor y cantante estadounidense. Se hizo famoso por la serie cómica The Fresh Prince of Bel-Air (adaptada en español como El Príncipe de Bel-Air en España y El Príncipe del Rap en América Latina), donde interpretaba a Carlton Banks. Además, también participó en la serie de televisión estadounidense Silver Spoons desde 1984 hasta 1987.

## Biografía
Nació el 21 de septiembre de 1971 en el barrio del Bronx, ciudad de Nueva York.
Los padres de Alfonso nacieron en Trinidad y Tobago, y son descendientes de africanos; su apellido portugués proviene de Mozambique. Se inició en el mundo del espectáculo a muy temprana edad, debutando en el programa Oye Ollie.
Intervino en el musical de Broadway The Tap Dancing Kid, destacando por su habilidad para el baile. Por esta razón participó como bailarín en un anuncio de Pepsi en 1984 protagonizado por Michael Jackson. En ese mismo año, se unió al elenco principal de la serie de televisión Silver Spoons, serie en la que estuvo hasta 1987.
Grabó los sencillos "Dance Baby", "Not Too Young (To Fall In Love)", "Sneak Away With Me" y "Time Bomb", aunque pronto optó por volver a la interpretación.
A finales de los años 1980 intervino en varios telefilmes.
En 1990 llegó su oportunidad dando vida a Carlton Banks, el primo de Will Smith en la sitcom El príncipe de Bel Air. Su personaje resultó ser uno de los más divertidos de la serie, gracias a sus excentricidades y a su carácter algo infantil. En 1996 la serie finalizó, después de seis exitosas temporadas.
Siendo un gran aficionado al automovilismo, en 1994 y 1995 ganó dos premios en la Toyota Grand Prix de Long Beach.
También comenzó a ser una voz frecuente en series de animación, como Spider-Man o Extreme Ghostbusters.
En 1996 intervino en el telefilm Kidz in the Wood (1996), drama centrado en la delincuencia juvenil.
Ese mismo año se incorporó a la tercera temporada de la sitcom afroamericana In the House, acompañando al rapero LL Cool J y a Lark Voorhies. Su papel fue el del Dr. Maxwell Stanton y permaneció en la serie hasta su cancelación en 1999.
Luego se interpretó a sí mismo en un episodio de la serie Vip, protagonizada por Pamela Anderson, y colaboró en el videoclip de la película Wild Wild West, junto a su amigo Will Smith. Un año más tarde ejerció como presentador del concurso musical Your Big Break.
A principios del siglo XXI dirigió varios episodios de las series televisivas One on One y All of Us. En 2003 participó en una campaña publicitaria de McDonalds, promocionando los sándwiches McGriddle. Últimamente ha participado como intérprete en películas distribuidas directamente en vídeo, como Seek & Hide (2004) y Love Wrecked (2005). No ha olvidado su labor en la dirección televisiva con la serie Cuts, estrenada este mismo año y también ha producido el cortometraje de animación The 1 Second Film, que se estrenó en 2006. En 2012 participó en la serie televisiva Big Time Rush durante el episodio "Bel Air Man".
En 2014 participó en el programa de televisión estadounidense Dancing With The Stars, en su 19.ª temporada. En noviembre, ganó la final.
En 2015 pasó a ser el presentador de America's Funniest Home Videos.

## Vida personal
Ribeiro estuvo casado con Robin Stapler desde principios de 2002 hasta agosto de 2006. Tuvieron una hija llamada Sienna Ribeiro, de quien tienen custodia compartida.
Posteriormente se casó con Angela Unkrich el 13 de octubre de 2012, después de un compromiso de tres meses. Con ella tiene otros tres hijos: Alfonso Lincoln Ribeiro Jr., nacido en 2013, Anders Reyn Ribeiro, nacido en 2015, y Ava Sue, nacida en 2019.